# Дуратон
Дуратон (исп. Río Duratón) — река в Испании. Длина реки — 106 км, площадь бассейна — 1487 км².
Истоки реки расположена в горах Сьерра-де-Гуадаррама около муниципалитета Сомосьерра (Автономное сообщество Мадрид). Высота истока — 1440 м над уровнем моря. Далее река протекает по территории провинций Сеговия и Вальядолид (Кастилия и Леон). Впадает Дуратон в Дуэро на территории муниципалитета Пеньяфьель. Высота устья — 779 м над уровнем моря.
В 1989 году в долине реки был создан природный парк Осес-дель-Рио-Дуратон площадью около 50 км² и каньонами высотой около 100 м. В 1990 году Осес-дель-Рио-Дуратон, расположенный от Сепульведы до плотины Бургомильодо, получил статус особой зоны охраны птиц.